# Medaille voor trouwen brandweerdienst van de KNBV
De Medaille voor trouwen brandweerdienst van de KNBV was een in 1927 ingestelde particuliere onderscheiding voor jubilerend brandweerpersoneel. De Koninklijke Nederlandse Brandweer Vereniging was een vereniging van brandweerpersoneel, voor de commandanten was er de Nederlandse Vereniging van Brandweer Commandanten met eigen onderscheidingen. In 1967 stelden de beide verenigingen een gezamenlijk Kruis voor langdurige brandweerdienst van de KNBV en de NVBC, bestemd voor alle dienstgraden, in.

## De medaille
De ronde bronzen medaille heeft een diameter van 40 millimeter en werd aan een rood lint, met twee gele banen in het midden, gedragen. Op de voorzijde wurgt een gespierde naakte held een in vlammen gehulde draak. Het omschrift luidt "KON. NEDERLANDSCHE BRANDWEERVEREENIGING". Op de keerzijde staat binnen een krans van lauweren die in een rijkswapen en twee golven samenkomen de opdracht "VOOR TROUWEN BRANDWEERDIENST". Daarboven zijn attributen van de brandweer afgebeeld. 

## Draagwijze
Voor de brandweeronderscheidingen bestaan weinig regels. Het Ministerie van Defensie noemt ze niet in de limitatieve en officieel voorgeschreven Voorschrift Militair Tenue wat betekent dat men de modelversierselen en batons geen van allen op militaire uniformen mag worden gedragen. Op politie-uniformen draagt men de brandweeronderscheidingen wél. Daar is weinig of niets geregeld. Brandweerlieden dragen op hun uniformen soms batons of modelversierselen.
In de voor burgers bestemde Draagvolgorde van de Nederlandse onderscheidingen zoals die door de Kanselier der Nederlandse Orden werd uitgegeven worden de brandweeronderscheidingen niet genoemd.